# Ctenitis pilosissima
Ctenitis pilosissima là một loài thực vật có mạch trong họ Dryopteridaceae. Loài này được (J. Sm. ex T. Moore) Alston miêu tả khoa học đầu tiên năm 1956.